# BRM・P126
BRM・P126は、ブリティッシュ・レーシング・モータースが1968年および1969年のF1世界選手権に投入したフォーミュラ1カー。ロータスおよびイーグルのデザイナーであったレン・テリーが設計し、彼のワークショップであるトランスアトランティック・オートモーティヴ・コンサルタンツで製作され、BRM製3.0リッターV12エンジンを搭載した。

## 開発
BRMは、1966年と1967年にH16エンジンの開発に注力した。しかし、これは成功せず、マクラーレンに供給していたV12エンジン - BRM・P142 - を開発の主力に据えた。このエンジンを元にテリーは新たなモノコックを開発したが、彼はBRMに所属していたわけではなく、独立したデザイナーであった。したがって、P126はBRMが製造しなかった初のBRMのレーシングカーとなった。
テリーは、12気筒エンジンのための新たなスペースフレームを構築した。エンジンは元々1967年のスポーツカー、ミラージュM2用に製作された物であった。このエンジンは1気筒当たりバルブを2つ装着し、360馬力を発生した。当時のエンジンの大半は1気筒当たり4バルブを採用していた。車体はモノコック構造で、ギアボックスはヒューランド製の5速マニュアル、車重は540kgであった。P126は3台が製作され、1台はレグ・パーネル・レーシングに供給された。

## オーウェン・レーシング・オーガニゼーション
オーウェン・レーシング・オーガニゼーションは、ペドロ・ロドリゲスを起用した。開幕戦の南アフリカグランプリでは予選を10位で通過し、決勝では燃料システムトラブルでリタイアした。その後、ロドリゲスはP133とP138を使用したが、チームはリチャード・アトウッドを起用して6戦でP126を走らせた。モナコグランプリでアトウッドは予選を6位で通過し、決勝は2位に入賞した。ベルギーグランプリでは予選18位、決勝はオイルパイプの破損でリタイアした。オランダグランプリでは予選15位、決勝は7位になる。フランスグランプリでは予選12位、決勝7位となる。イギリスグランプリでは予選15位、決勝はラジエター破損でリタイアとなった。ドイツグランプリでは予選20位、決勝14位となった。
イタリアグランプリでは、アトウッドに代わってボビー・アンサーが起用された。アンサーは予選序盤でファストタイムを記録してアメリカに帰国し、インディアナ・ステート・フェアで開催されるフージー・ハンドレッドに出場してから、翌日にはミラノに戻ってグランプリに参戦するつもりであった。グランプリのオーガナイザーは、グランプリの始まりから24時間以内に別のイベントに出場することを禁じるルールから、アメリカに帰国してレースをした場合グランプリへの参加を禁じると発表した。そのため、アンサーはアメリカに帰国し、グランプリには出場しなかった。その後、オーウェン・レーシング・オーガニゼーションはP133の開発に注力した。

## レグ・パーネル・レーシング
レグ・パーネル・レーシングは1968年シーズン、ピアス・カレッジを起用した。スペイングランプリでは予選11位、決勝は燃料ポンプトラブルでリタイアした。モナコグランプリでは予選11位、決勝はシャシーの問題でリタイアする。ベルギーグランプリでは予選7位、決勝はエンジンブローでリタイアとなった。オランダグランプリでは予選14位、決勝はスピンでリタイアとなった。フランスグランプリは予選14位、決勝6位となりシーズン初完走となった。イギリスグランプリは予選16位、決勝8位となる。ドイツグランプリは予選8位、決勝も8位となった。イタリアグランプリは予選17位、決勝4位となった。カナダグランプリは予選14位、決勝はギアボックストラブルでリタイアとなった。アメリカグランプリは予選14位、決勝は燃料切れでリタイアとなった。最終戦メキシコグランプリは予選19位、決勝はエンジンブローでリタイアとなった。カレッジは年末にチームを離れ、1969年はフランク・ウィリアムズ・レーシングカーズでブラバムを走らせた。チームは1969年シーズン、ペドロ・ロドリゲスを起用したが彼は3戦のみの参戦となった。開幕戦の南アフリカグランプリでは予選15位、決勝は冷却水漏れでリタイアとなった。スペイングランプリでは予選14位、決勝はエンジンブローでリタイアとなった。モナコグランプリでは予選14位、決勝はまたしてもエンジンブローでリタイアとなった。

## F1における全成績
(key)（太字はポールポジション、斜体はファステストラップ）
| 年     | チーム                                     | エンジン | タイヤ | ドライバー             | 1   | 2   | 3   | 4   | 5   | 6   | 7   | 8   | 9   | 10  | 11  | 12  | ポイント | 順位 |
| ------ | ------------------------------------------ | -------- | ------ | ---------------------- | --- | --- | --- | --- | --- | --- | --- | --- | --- | --- | --- | --- | -------- | ---- |
| 1968年 | オーウェン・レーシング・オーガニゼーション | BRM V12  | G      |                        | RSA | ESP | MON | BEL | NED | FRA | GBR | GER | ITA | CAN | USA | MEX | 28†      | 5位† |
| 1968年 | オーウェン・レーシング・オーガニゼーション | BRM V12  | G      | ペドロ・ロドリゲス     | Ret |     |     |     |     |     |     |     |     |     |     |     | 28†      | 5位† |
| 1968年 | オーウェン・レーシング・オーガニゼーション | BRM V12  | G      | リチャード・アトウッド |     |     | 2   | Ret | 7   | 7   | Ret | 14  |     |     |     |     | 28†      | 5位† |
| 1968年 | オーウェン・レーシング・オーガニゼーション | BRM V12  | G      | ボビー・アンサー       |     |     |     |     |     |     |     |     | DNS |     |     |     | 28†      | 5位† |
| 1968年 | レグ・パーネル・レーシング                 | BRM V12  | G      | ピアス・カレッジ       |     | Ret | Ret | Ret | Ret | 6   | 8   | 8   | 4   | Ret | Ret | Ret | 28†      | 5位† |
| 1969年 | レグ・パーネル・レーシング                 | BRM V12  | G      |                        | RSA | ESP | MON | NED | FRA | GBR | GER | ITA | CAN | USA | MEX |     | 7‡       | 5位‡ |
| 1969年 | レグ・パーネル・レーシング                 | BRM V12  | G      | ペドロ・ロドリゲス     | Ret | Ret | Ret |     |     |     |     |     |     |     |     |     | 7‡       | 5位‡ |

‡ ポイントはP138およびP139による。
† ポイントはP133による。